# Asociación Mutual Social y Deportiva Atlético de Rafaela 2015-2016
Questa voce raccoglie le informazioni riguardanti l'Asociación Mutual Social y Deportiva Atlético de Rafaela nelle competizioni ufficiali della stagione 2015-2016. 

## Rosa
| N. |                      | Ruolo | Calciatore        |
| -- | -------------------- | ----- | ----------------- |
| 1  | Argentina (bandiera) | P     | Lucas Hoyos       |
| 2  | Argentina (bandiera) | D     | Rodrigo Colombo   |
| 3  | Paraguay (bandiera)  | D     | Teodoro Paredes   |
| 4  | Argentina (bandiera) | D     | Eros Medaglia     |
| 5  | Argentina (bandiera) | C     | Mateo Castellano  |
| 6  | Argentina (bandiera) | D     | Nicolás Canavesio |
| 7  | Argentina (bandiera) | C     | Fernando Luna     |
| 8  | Argentina (bandiera) | C     | Gabriel Guidiño   |
| 9  | Argentina (bandiera) | A     | Ramiro Costa      |
| 10 | Argentina (bandiera) | A     | Gabriel Morales   |
| 11 | Argentina (bandiera) | A     | Mauro Albertengo  |
| 12 | Argentina (bandiera) | P     | Ramiro Macagno    |
| 13 | Argentina (bandiera) | C     | Diego Montiel     |
| 14 | Argentina (bandiera) | D     | Tomás Baroni      |
| 15 | Uruguay (bandiera)   | C     | Emiliano Romero   |
| 16 | Uruguay (bandiera)   | D     | Mathías Abero     |
| 17 | Argentina (bandiera) | C     | Mariano Puch      |

| N. |                      | Ruolo | Calciatore         |
| -- | -------------------- | ----- | ------------------ |
| 18 | Argentina (bandiera) | C     | Lucas Pittinari    |
| 19 | Paraguay (bandiera)  | A     | Robin Ramírez      |
| 20 | Argentina (bandiera) | D     | Oscar Carniello    |
| 21 | Argentina (bandiera) | C     | Facundo Soloa      |
| 22 | Argentina (bandiera) | D     | Gastón Campi       |
| 23 | Argentina (bandiera) | A     | Marco Borgnino     |
| 25 | Argentina (bandiera) | C     | Enzo Copetti       |
| 26 | Argentina (bandiera) | A     | Ramón Barraza      |
| 27 | Argentina (bandiera) | A     | Sergio Sosa        |
| 28 | Argentina (bandiera) | C     | Gianfranco Ferrero |
| 29 | Argentina (bandiera) | C     | Walter Serrano     |
| 30 | Argentina (bandiera) | C     | Santiago Paz       |
| 31 | Argentina (bandiera) | D     | Nelson Benítez     |
| 32 | Argentina (bandiera) | P     | Guido Rosetti      |
| 33 | Argentina (bandiera) | P     | Matías Tagliamonte |
| 34 | Argentina (bandiera) | A     | Sergio Almirón     |